# Acianthera melachila
Acianthera melachila é uma espécie de orquídea epífita, família Orchidaceae, que existe no Rio de Janeiro, Brasil. São plantas reptantes robustas cujo comprimento dos caules e rizomas é variável bem como a largura das folhas. Suas flores são igualmente variáveis. As flores podem ser inteiramente verdes ou com detalhes púrpura. A sépala dorsal costuma ser transparente com três listas púrpura na base e é mais espessa e púrpura no terço apical. As pétalas são lanceoladas, sempre translúcidas, com três linhas púrpura, o labelo é verrucoso, estreito, onde predomina o púrpura. Trata-se de espécie da Alliance da Acianthera saundersiana, espécie da qual é difícil de separar, geralmente as flores da A. melachila tem sépalas mais esverdeadas, irregularmente maculadas de púrpura e sépalas dorsais mais curtas formando um suave ângulo na metade.

## Publicação e sinônimos
- Acianthera melachila (Barb.Rodr.) Luer, Monogr. Syst. Bot. Missouri Bot. Gard. 95: 254 (2004).

Sinônimos homotípicos:
- Pleurothallis melachila  Barb.Rodr., Gen. Spec. Orchid. 2: 19 (1881).